# 20878 Uwetreske
20878 Uwetreske è un asteroide della fascia principale. Scoperto nel 2000, presenta un'orbita caratterizzata da un semiasse maggiore pari a 2,7015679 UA e da un'eccentricità di 0,1603402, inclinata di 4,52908° rispetto all'eclittica.